# Linia kolejowa nr 24
Linia kolejowa nr 24 Piotrków Trybunalski – Zarzecze – niezelektryfikowana, jednotorowa, pierwszorzędna linia kolejowa o długości 34,350 km w województwie łódzkim. Wykorzystywana w ruchu pasażerskim i towarowym.

## Historia

### Projekty oraz budowa linii
Pierwszy projekt linii powstał w 1973 roku – linia miała przebiegać z Piotrkowa Trybunalskiego przez Bełchatów i Zarzecze do stacji Osiny, a fragment od Zarzecza do Rogowca oraz kopalni i elektrowni Bełchatów miał jedynie mieć charakter odgałęzienia. Po pierwszym okresie eksploatacji trakcji spalinowej linia miała zostać zelektryfikowana. W dalszej perspektywie planowano przedłużenie linii w kierunku zachodnim z Osin do stacji Chorzew Siemkowice, a w kierunku wschodnim z Woli Krzysztoporskiej do Idzikowic, dzięki czemu docelowo miała powstać magistrala Lublin – Wrocław. W 1977 dokonano korekty projektu, w którym trasa linii miała już przebiegać przez Kodrań, tj. na północ od wcześniejszego.
Prace budowlane linii między Piotrkowem, Zarzeczem i Rogowcem oraz rozpoczęły się w 1975, a termin otwarcia wyznaczony był na 31 grudnia 1976. Z powodu problemów w trakcie budowy terminu nie udało się dotrzymać, a robotnicy pracujący przy budowie kopalni i elektrowni nazywali inwestycję „koleją donikąd”. Linia została ostatecznie otwarta dla ruchu 10 listopada 1977 roku; odcinek między planowaną stacją Zarzecze a przystankiem osobowym Stawek (później przedłużony do p.o. Biały Ług) od początku stanowi osobną linię kolejową 848, która nie należy do PKP PLK – obecnie jej właścicielem jest PGE Górnictwo i Energetyka Konwencjonalna.

### Eksploatacja linii od 1977 do 2020
Najpóźniej w 1984 roku na linii uruchomiono pociągi pasażerskie. Część z nich, opłacona przez Elektrownię Bełchatów, przejeżdżała całą linię 24 do Zarzecza i wjeżdżała na linię 848. Pozostałe składy kończyły bieg w Bełchatowie i w ostatnim okresie funkcjonowania przewozów były zastępowane kolejową komunikacją autobusową. Wszystkie pociągi osobowe uruchamiały Polskie Koleje Państwowe, zaś składy do Elektrowni w latach 90. były zestawiane z wagonów piętrowych. Ruch pasażerski na linii został zawieszony w 2000 roku – tym samym Bełchatów stał się trzecim (od 2001 – czwartym) największym miastem bez kolei pasażerskiej w Polsce.
Od zamknięcia ruchu pasażerskiego linia obsługuje jedynie ruch towarowy dla Elektrowni Bełchatów oraz firm Sempertans i Betrans.

### Modernizacja w ramach programu Kolej +
Modernizacja i elektryfikacja linii, wraz z przedłużeniem jej do Bogumiłowa, została zakwalifikowana w ramach programu Kolej Plus dla województwa łódzkiego. 16 grudnia 2022 r. została podpisana pomiędzy PKP PLK oraz Urzędem Marszałkowskim Województwa Łódzkiego umowa w sprawie programu Kolej + dotyczących modernizacji i elektryfikacji 34 km linii oraz wydłużenia jej o 7 km do Bogumiłowa do 2028 roku wraz z odbudową przystanków Wola Krzysztoporska i Bełchatów oraz budową przystanków Korczew, Kurnos, Zarzecze, Trząs oraz Bogumiłów. Ogłoszono także przetarg na zaprojektowanie zmodernizowanej linii. Po ukończeniu modernizacji, na linii ma kursować 8 par pociągów.
Według dokumentacji przetargowej, w I etapie prac odbudowane mają zostać stacje w Woli Krzysztoporskiej (z dwoma peronami) jako mijanka oraz Bełchatowie, oraz przystanek osobowy Bełchatów Miasto w formie mijanki. Ma również powstać nowy przystanek osobowy Korczew. W II etapie przewidziano budowę przystanku osobowego z peronem wyspowym w Bogumiłowie oraz – w jednym z wariantów – przystanków osobowych Zarzecze (w innej lokalizacji niż planowana w latach 70. stacja) oraz Trząs. Dnia 24 lipca 2023 roku zawarto umowę na z firmą TPF na wykonanie dokumentacji projektowej wraz z pełnieniem nadzoru autorskiego na przystanku Bełchatów Miasto.

## Opis linii
- Kategoria linii: pierwszorzędna
- Klasa linii: C3 na całej długości
- Liczba torów:
  - jednotorowa na całej długości
- Sposób wykorzystania: czynna, wstrzymany ruch pasażerski
- Elektryfikacja: brak (planowana)
- Szerokość toru: normalnotorowa
- Przeznaczenie linii: linia towarowa

| odcinek linii | odcinek linii | pociągi pasażerskie | szynobusy | pociągi towarowe |
| km pocz.      | km końcowy    | pociągi pasażerskie | szynobusy | pociągi towarowe |
| 2,178         | 3,500         | 80                  | 80        | 80               |
| 3,500         | 34,350        | 40                  | 40        | 40               |